# Otosclerose

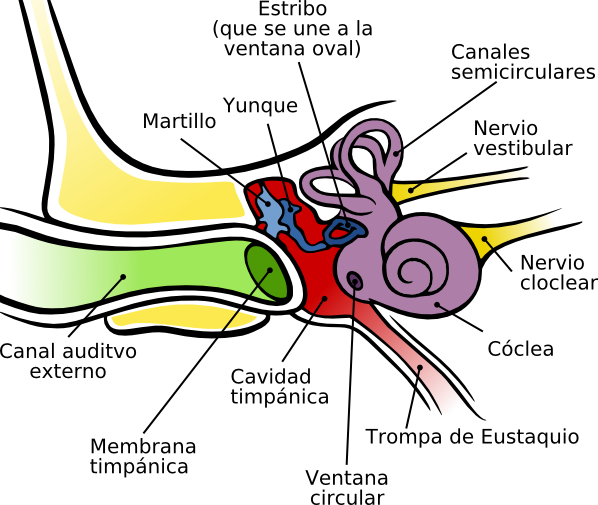

Otosclerose é uma doença da orelha média, em que acontece o crescimento anormal do tecido ósseo, com aumento da espessura óssea, celularidade e vascularização. Este crescimento anormal do tecido prejudica a passagem da onda sonora da orelha média para orelha interna, comprometendo a transmissão dos impulsos nervosos para o cérebro, já que imobiliza progressivamente o estribo (ossículo mais interno da orelha média). O estribo é fundamental no momento em que as ondas sonoras são transmitidas da orelha externa passando pela orelha média até chegar na orelha interna. Quando o estribo não se move como deveria, o som enviado da orelha média para a orelha interna é reduzido. A janela redonda da cóclea também pode se tornar esclerótica e de maneira semelhante, prejudicar o movimento das ondas de pressão sonora através do ouvido interno, sendo este outro mecanismo de perda de audição por condução.
A otosclerose pode apresentar-se clinicamente  com diferentes acometimentos auditivos, dependendo do local onde está localizado o foco esclerótico. No início, a perda auditiva do tipo condutiva é a forma mais comum. Quando esse foco esclerótico localiza-se na platina do estribo e causa sua fixação na janela oval (membrana de transição para a orelha interna), pode impactar no movimento do ossículo durante a condução da onda sonora e, assim, gerar a perda auditiva condutiva. Com a evolução da doença, o foco esclerótico pode avançar para a cóclea e gerar a perda auditiva mista. No agravamento do caso pode haver evolução para a perda auditiva neurossensorial, atingindo o endósteo da cóclea.

## Causas e incidência
A etiologia da otosclerose ainda é desconhecida, mas os fatores mais frequentes referidos são  hereditariedade, distúrbios vasculares, metabólicos, hormonais (ex: gravidez) e autoimunes, infecções por vírus (ex: sarampo) e traumatismos.
Geralmente, a perda auditiva por otosclerose se inicia por volta dos 20 anos de idade, podendo ter evolução conforme o envelhecimento, quando ela se torna mais perceptível. Também pode ser uma reação imunológica após infecção por Sarampo. A otosclerose tem predominância no sexo feminino, na proporção de 2:1, e pode ser agravada durante a gravidez e menopausa. Além de ser frequentemente encontrados em indianos, caucasianos e da região do Mediterrâneo, sendo raro em negros e asiáticos.

## Sintomas
O principal sintoma é a perda auditiva progressiva, podendo ser uni ou bilateral. Tem início precoce, podendo ser agravada após os 50 anos de idade e pode evoluir para completa surdez. Durante a gravidez, a evolução pode ser mais rápida e a perda auditiva mais grave. Zumbido, vertigens e problemas de equilíbrio são outros possíveis sinais da doença. O zumbido referido por pacientes com otosclerose possui incidência de cerca de 56 a 84,5%.

## Graus de evolução da doença
Estudos audiológicos citam que o estado evoluído da otosclerose pode ser dividido em quatro graus:
Grau I: Corresponde ao início da doença e se caracteriza por uma curva audiométrica ascendentes com maiores perdas no grave, no entanto essa perda não ultrapassa 60 dB na via aérea, nas frequências de 250, 500 e 1000 Hz. A via óssea e a audiometria vocal são normais.
Grau II: Mostra queda na percepção dos agudos, mais acentuada em 2000 Hz. A via óssea mostra uma deficiência auditiva em torno de 20 dB para sons agudos, a presença do entalhe de Carhart que pode atingir até 30 dB. A discriminação da fala na audiometria continua normal.
Grau III: A curva audiométrica torna-se descendente e a perda auditiva pode atingir até 90 dB com preeminência nos sons agudos. Na via óssea, a lesão coclear chega a alcançar 50 a 60 dB de perda acima de 2000 Hz. A discriminação da fala diminui e com isso a audibilidade da fala fica comprometida.
Grau IV: A curva audiométrica mostra uma grave lesão coclear e ausência de resposta para as frequências agudas nas vias aéreas e ósseas. Com isso, a discriminação da fala também fica bem alterada e a compreensão é mínima ou ausente.

## Diagnóstico
O diagnóstico é feito por um otorrinolaringologista. Baseia-se no exame clínico e nos testes auditivos, realizado por meio de anamnese e exames como a audiometria tonal, vocal e imitanciometria. Exames de imagem, como a tomografia computadorizada (TC) também podem fornecer informações diagnósticas relevantes, e/ou excluir demais patologias das orelhas média e interna. A TC auxilia, ainda, no planejamento cirúrgico, em conjunto com a análise da audiometria e da otoscopia.
Geralmente, em cerca de 70% dos pacientes com otosclerose, a perda auditiva é bilateral e costuma haver um componente condutivo. Os pacientes se queixam de uma dificuldade de ouvir conversas quando estão mastigando e até mesmo uma melhor percepção sonora em ambientes ruidosos, fenômeno conhecido como paracusia de Willis.
Quando o caso da perda auditiva por otosclerose for unilateral, a detecção da perda é mais difícil e o diagnóstico mais tardio. Nesses casos, os pacientes relatam dificuldade de localizar o som, fato característico de perdas unilaterais.
Alguns pacientes podem apresentar uma pequena mancha avermelhada retrotimpânica, conhecida como sinal de Schwartz. Essa mancha indica aumento da atividade osteoclástica com formação de pequenos vasos sanguíneos nessa região.
No exame da audiometria, o paciente com a perda auditiva do tipo condutiva por otosclerose pode apresentar perda mais evidente nas frequências baixas, e geralmente exibe um pequeno entalhe na via óssea, na frequência de 2KHz, conhecido como entalhe de Cahart.

## Tratamento
Os tratamentos que existem e ajudam a retardar a evolução da doença e aliviar os sintomas são: a prescrição de medicamentos específicos; a realização de cirurgia, como a estapedotomia ou estapedectomia; e o uso de aparelhos de amplificação sonora individual (AASI), principalmente em pacientes com contraindicação cirúrgica.
A cirurgia estapédica (remoção do estribo) atualmente é o tratamento mais recomendado pelos médicos e vem sendo mais utilizado por indicar ter menos complicações associadas, com menor agravamento dos limiares ósseos em alta frequência.   É um procedimento delicado que exige um(a) profissional capacitado(a). Após a intervenção cirúrgica os limiares auditivos podem ser restabelecidos, bem como a queixa de zumbido, resolvida, especialmente em pacientes que apresentam zumbido de baixa frequência.
A prótese auditiva é uma opção segura e com resultados comparáveis à cirurgia nos indivíduos com perda de audição de transmissão pura.
Já os critérios sugeridos para iniciar a terapia farmacológica são:
1. Perda auditiva de 2 dB/ano nas frequências de discurso;
2. Perda auditiva maior que 5 dB em qualquer frequência, hipoacusia neurossensorial sem  progressão, desproporcional á idade do doente.

O cloreto de sódio é o fármaco mais prescrito na otosclerose. Acredita-se que ele retarda a progressão da hipoacusia neurossensorial ao neutralizar e inativar as enzimas hidrólicas e proteolíticas que são tóxicas para as células ciliadas.
Quanto antes for diagnosticada a perda auditiva, melhor será a resposta ao tratamento.

## Aparelhos Auditivos
Antes de qualquer cirurgia ser proposta, os pacientes devem ser informados sobre a alternativa do uso de um aparelho auditivo.
O implante auditivo também é uma hipótese a ser considerada para otosclerose avançada.